# Gustavo Abregú
Gustavo Abregú (San Miguel de Tucumán, 4 luglio 1997) è un calciatore argentino, difensore del San Martín (T).

## Caratteristiche tecniche
È un terzino destro.

## Carriera

### Club
Cresciuto nelle giovanili del San Martín (T), ha esordito in prima squadra il 9 aprile 2016 in occasione del match del Torneo Federal A vinto 1-0 contro il Mitre (SdE).